# Helena Krejčová
Helena Krejčová, roz. Weinfurterová (24. dubna 1951 Praha – 31. prosince 2022), byla česká historička, dlouholetá ředitelka Centra pro dokumentaci majetkových převodů kulturních statků obětí II. světové války (CDMP).
V letech 1976–1982 studovala na Filozofické fakultě Univerzity Karlovy, obory historii a etnografii, v roce 1986 obhájila doktorský titul (PhDr.). Působila v letech 1974 až 1990 v Literárním archivu PNP. Poté působila na Ústavu pro soudobé dějiny AV ČR, kde vedla židovská studia a vybudovala Centrum pro dokumentaci (při ústavu v letech 2002 až 2011), poté bylo centrum transformováno jako samostatnou obecně prospěšnou společnost.
Věnovala se především problematice antisemitismu, osudu Židů v českých zemích. V rámci činnosti CDMP se podílela na výzkumu mechanismů konfiskace kulturního majetku obětí druhé světové války a osudů tohoto majetku po roce 1945.